# Can Guineu
|  | Pel que fa a l'edifici de Granollers, vegeu Can Guineu (Granollers). |

Can Guineu és un edifici del segle xix protegit com a bé cultural d'interès local del municipi de Sant Sadurní d'Anoia (Alt Penedès).

## Descripció
És un edifici de grans dimensions reconstruït l'any 1851 utilitzant les característiques de l'eclecticisme. Consta de soterrani, planta baixa i un pis sota terrat, amb torratxa i coberta de teula àrab. Té un pati interior amb palmeres i galeries de columnes de ferro colat, i un claustre amb galeria alta i baixa d'arcs de mig punt. Hi són remarcables així mateix l'escalinata a la imperial i els interiors, amb mobles i complements de l'època.

## Història
Can Guineu està situada al centre de Sant Sadurní, entre dos importants eixos de l'eixample, el carrer de l'Hospital i el carrer de Sant Antoni. Originalment es tractava d'una casa pairal. L'any 1703 passà a ser propietat de la família Mir, quan Pau Mir va comprar-la als administradors de l'Hospital de la Santa Creu de Barcelona. L'any 1851, després d'un viatge realitzat pel propietaris a Andalusia, la casa va ser reformada i ampliada d'acord amb els criteris estètics dominants en aquell moment.

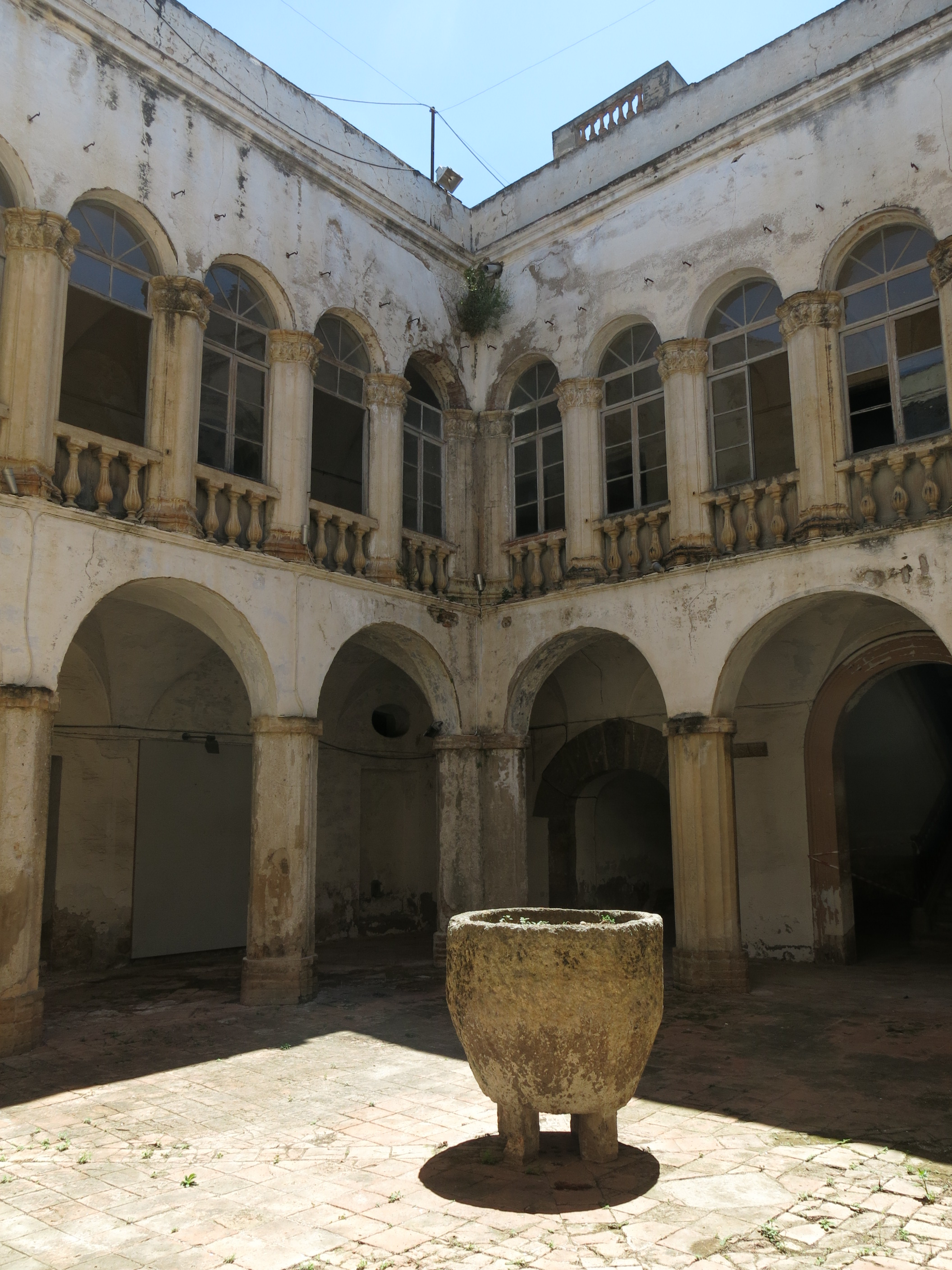
Claustre o pati interior
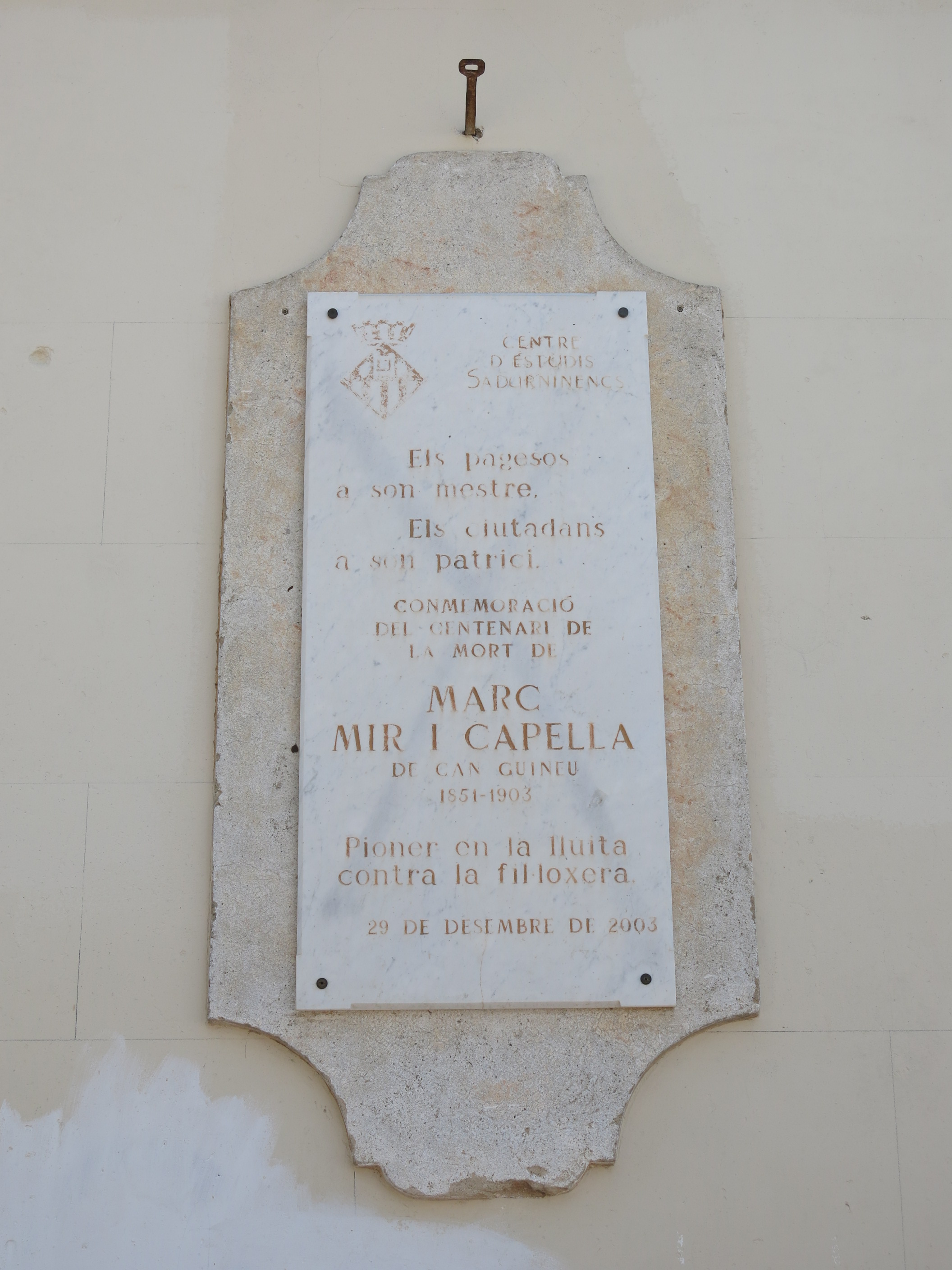
Placa en honor de Marc Mir i Capella
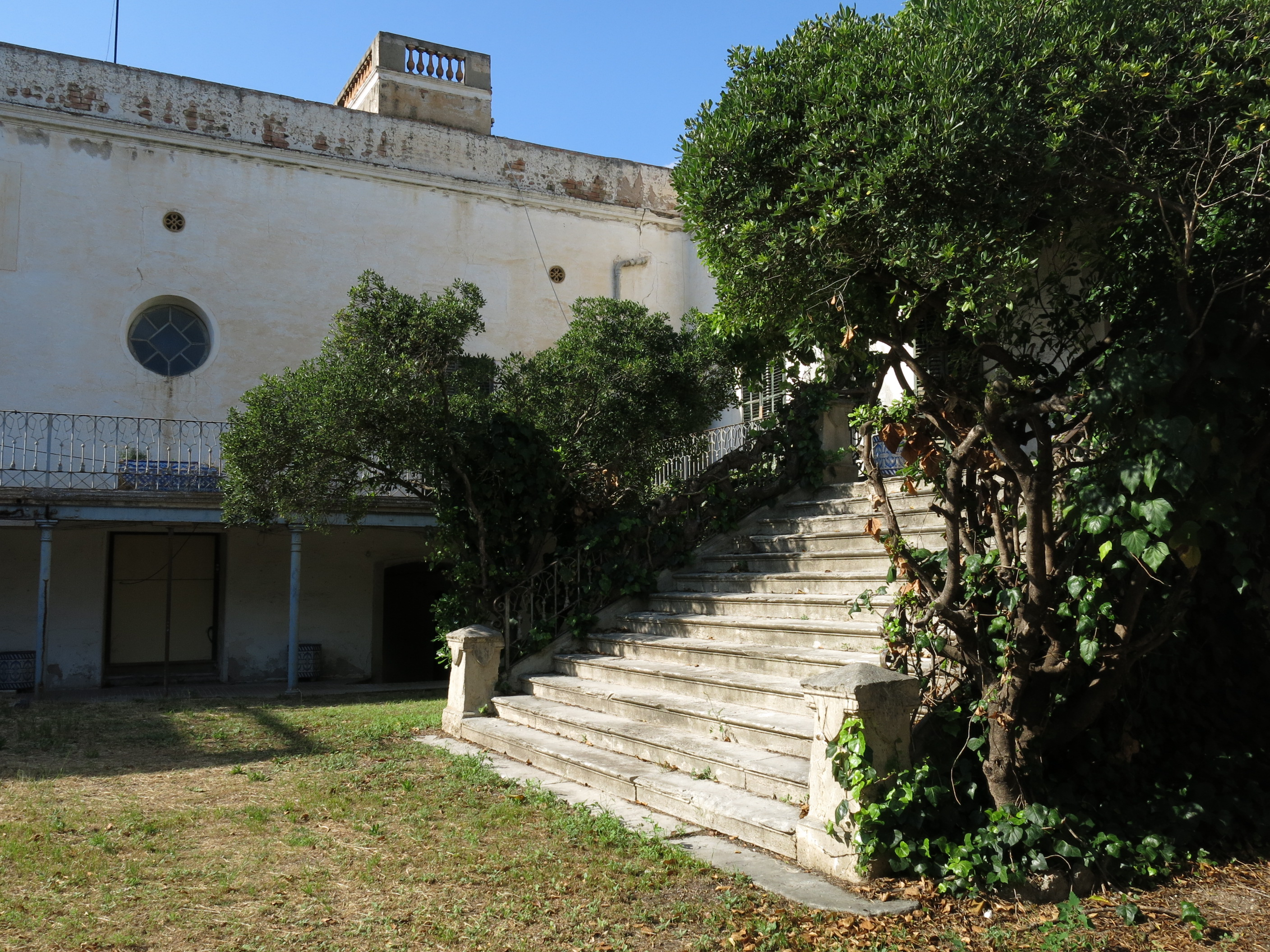
Pati del darrere
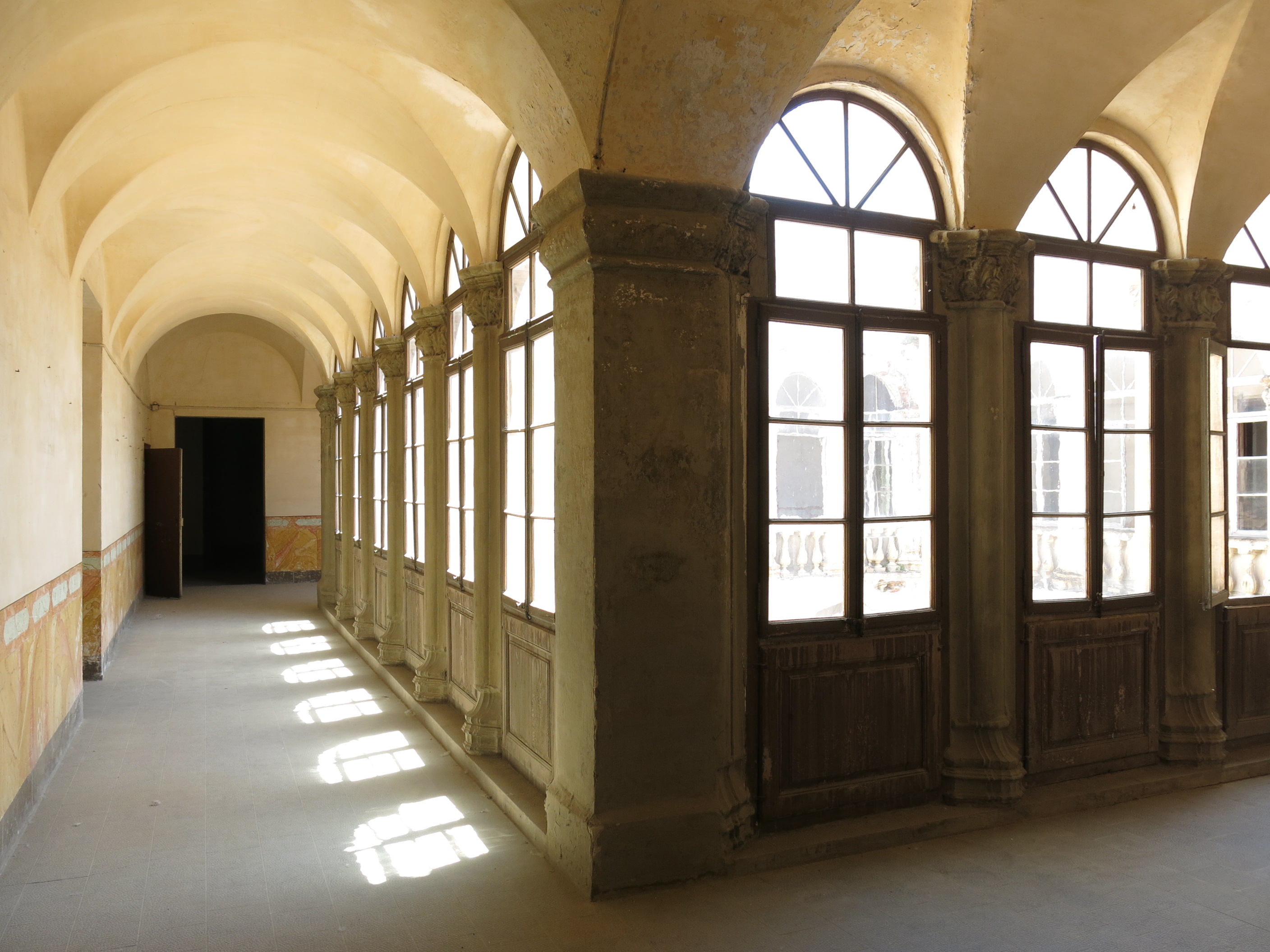
Galeria superior del claustre
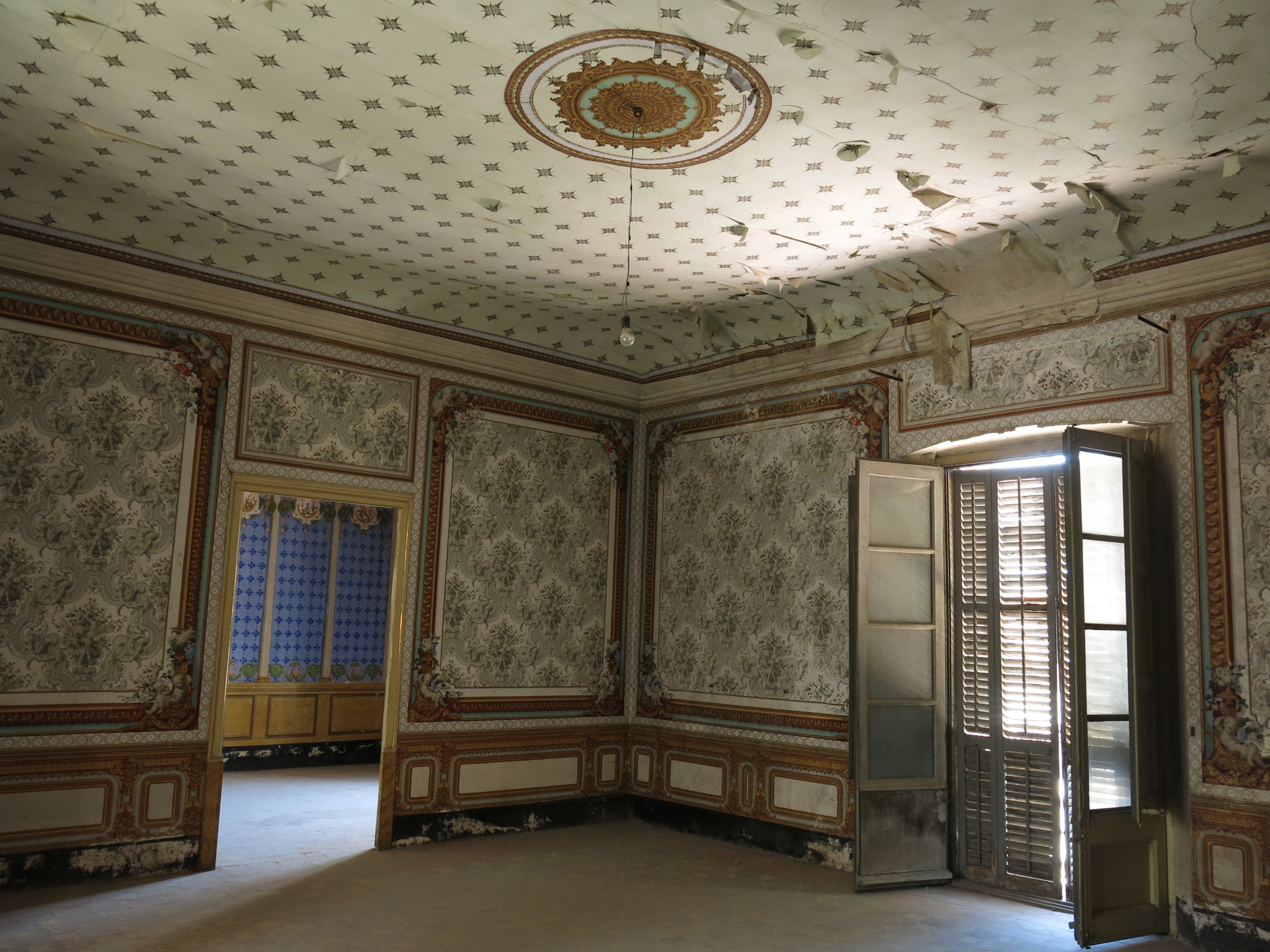
Sala amb pintures murals
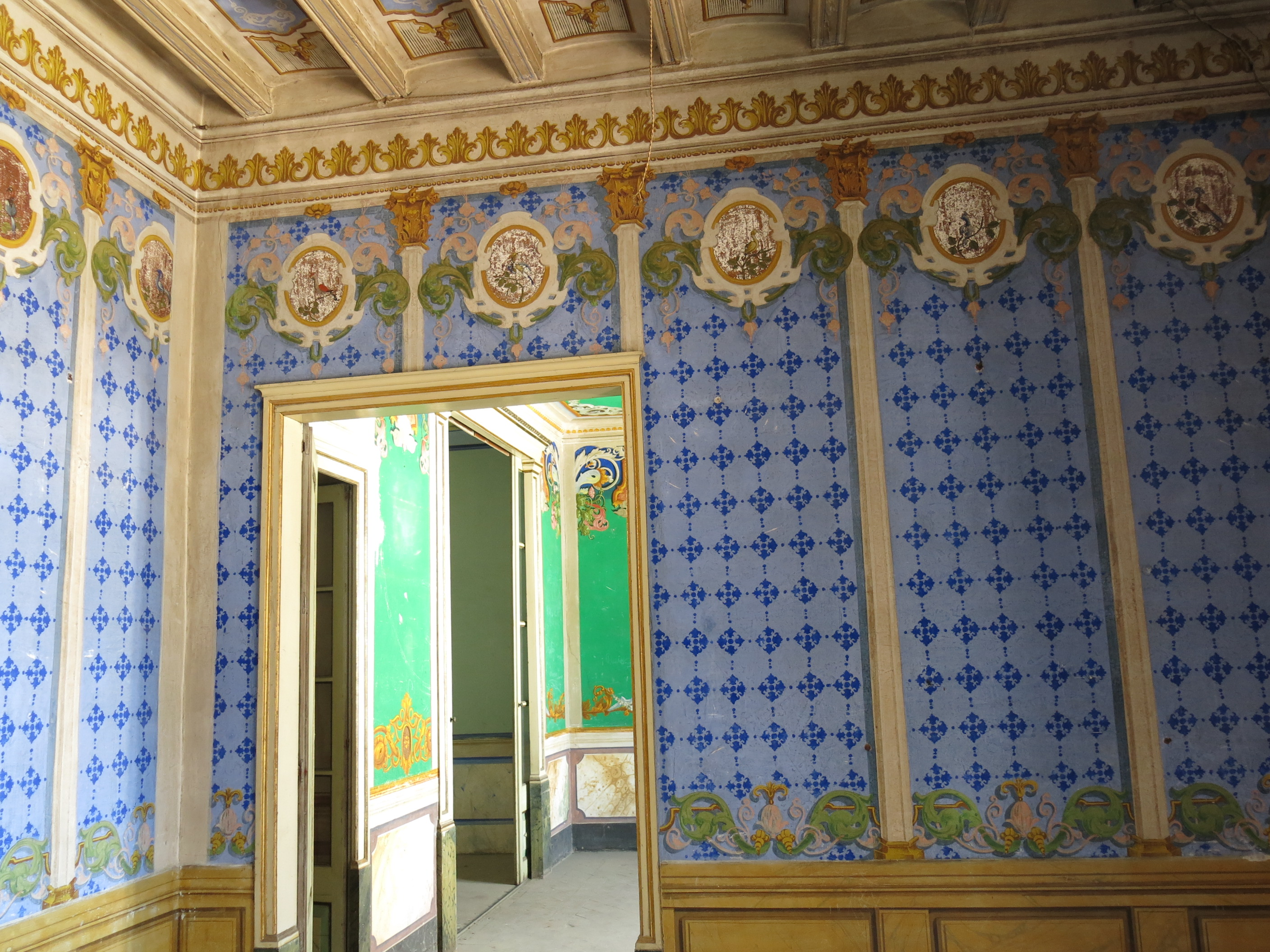
Sala amb pintures murals
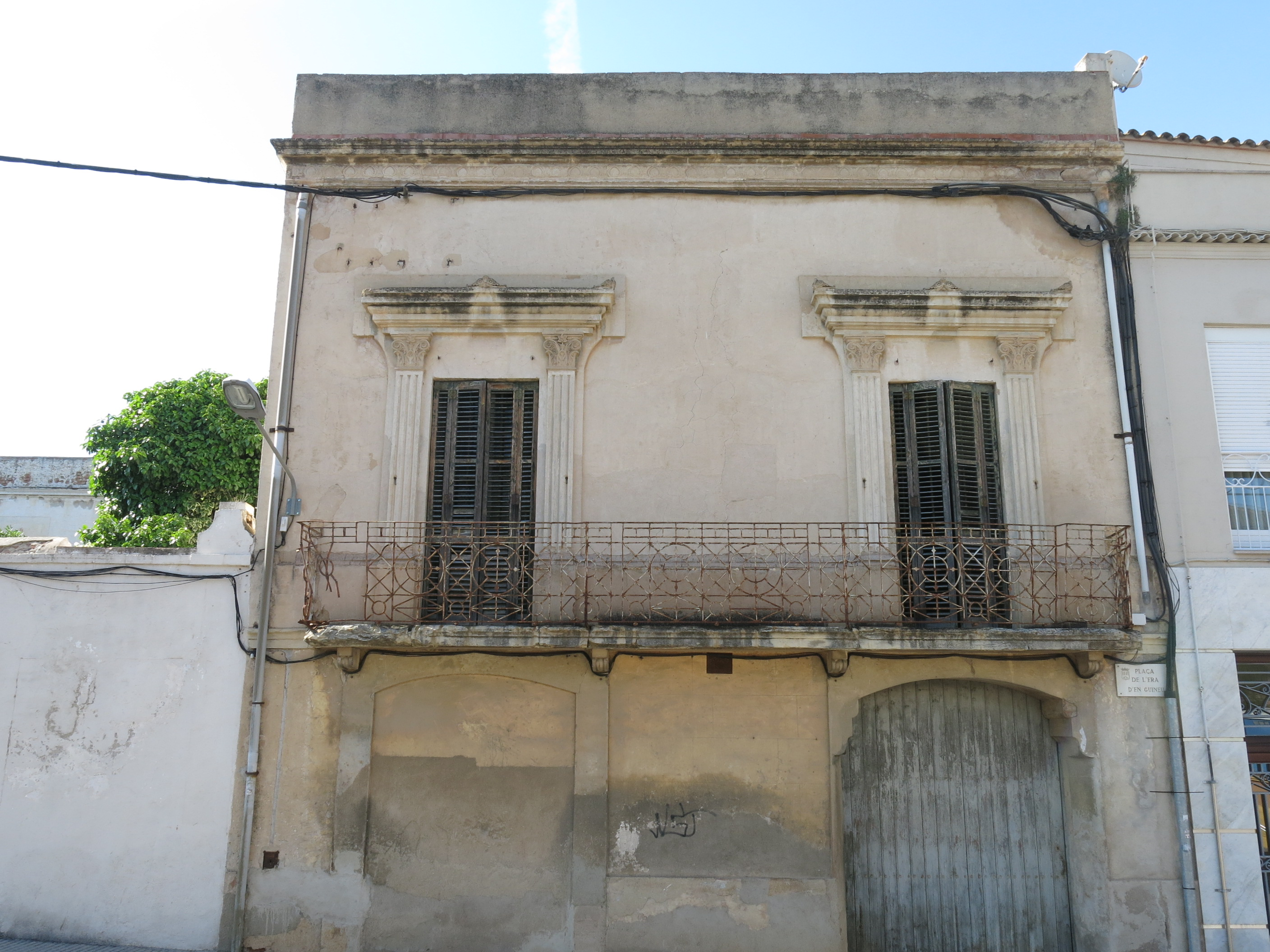
Façana del darrere
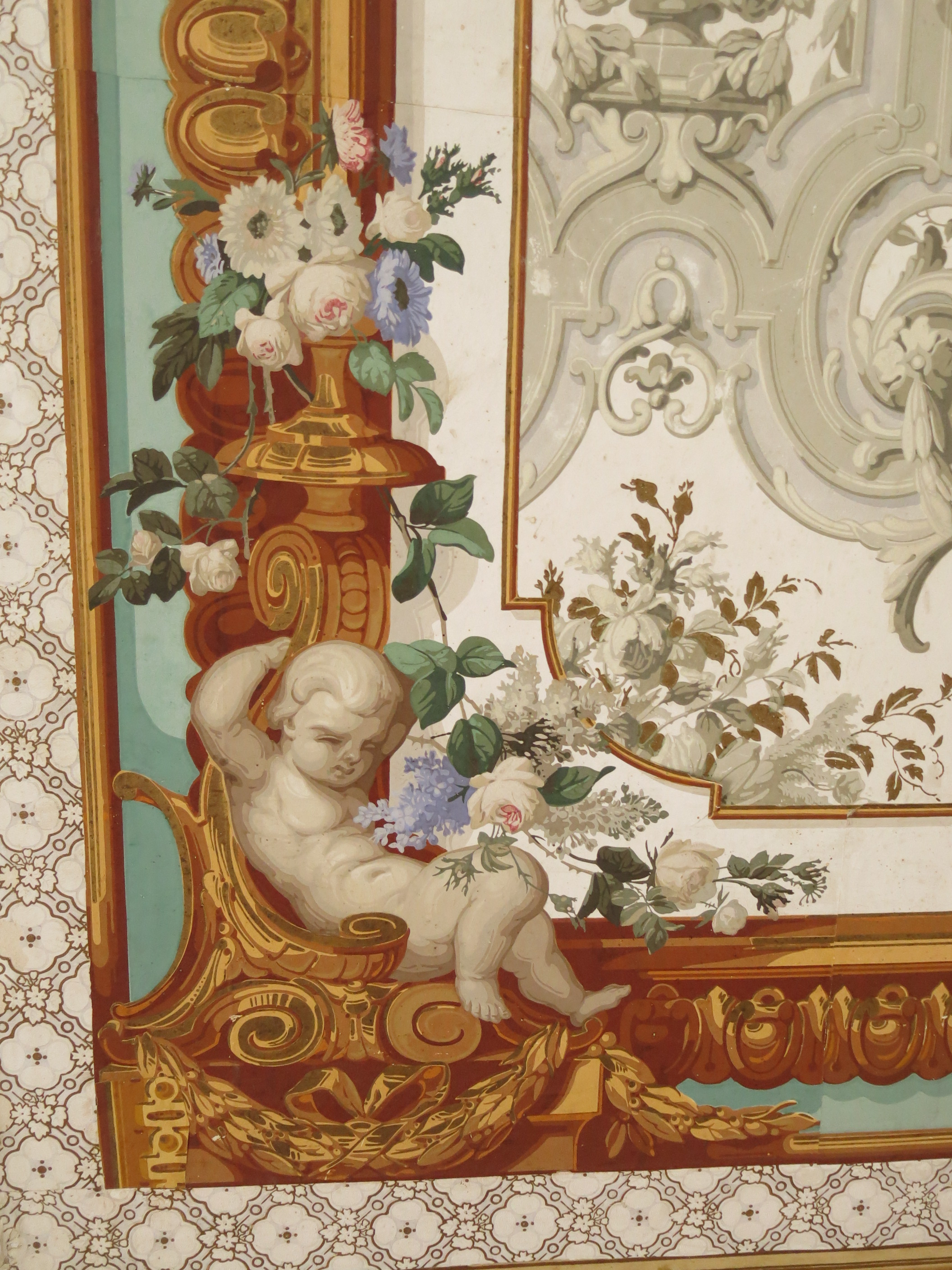
Amoret
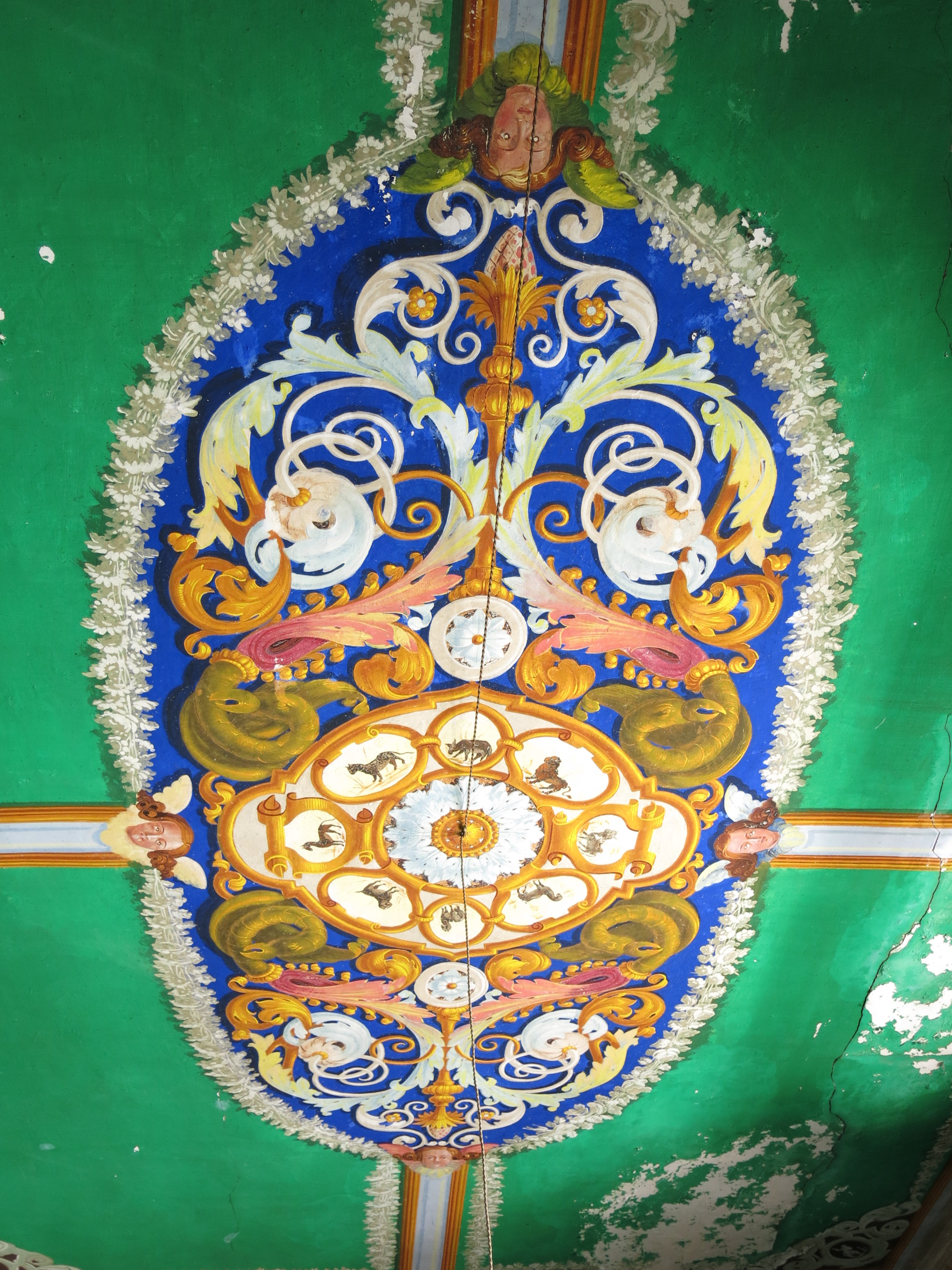
Sostre amb pintures murals
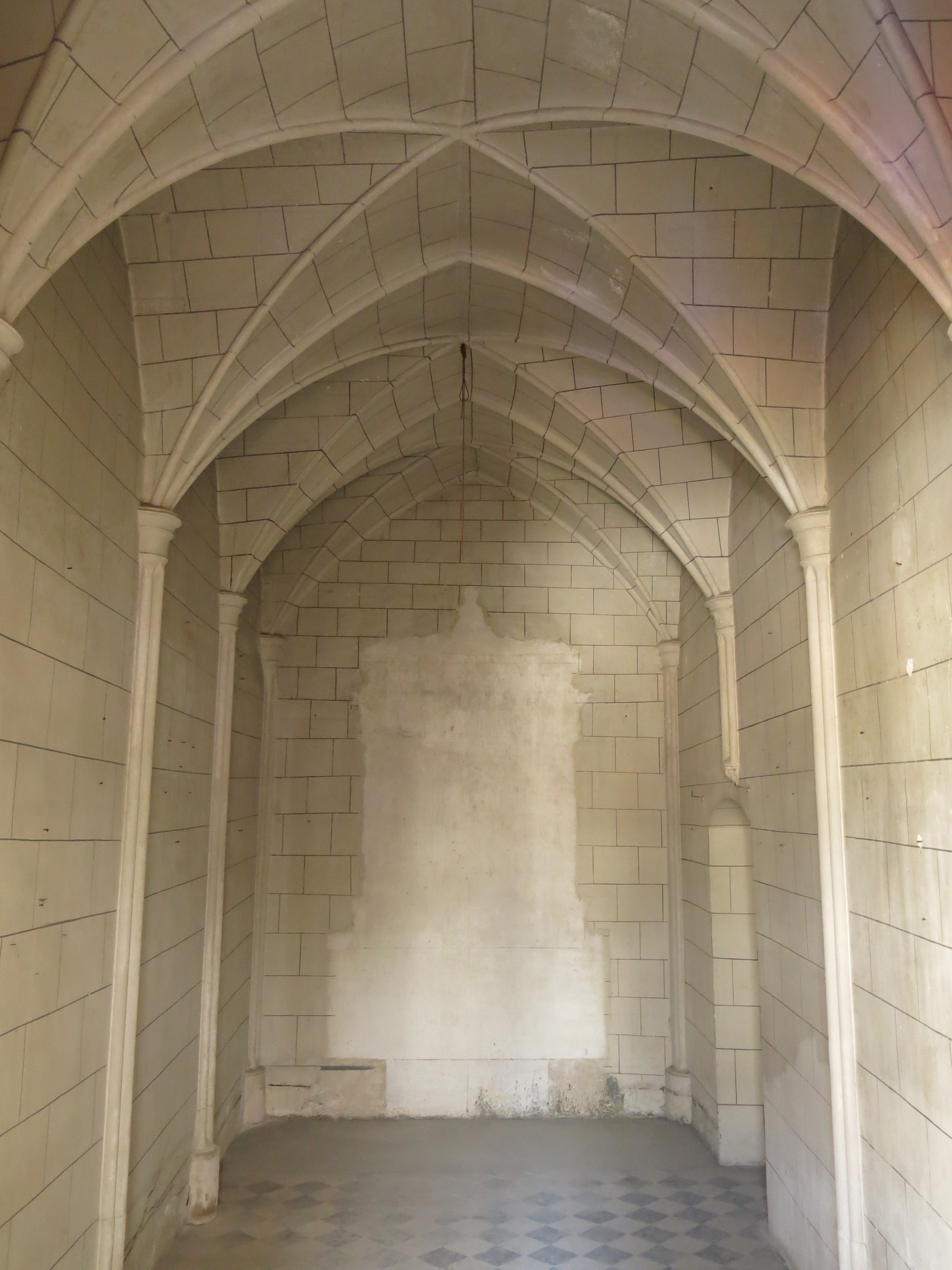
Antiga capella
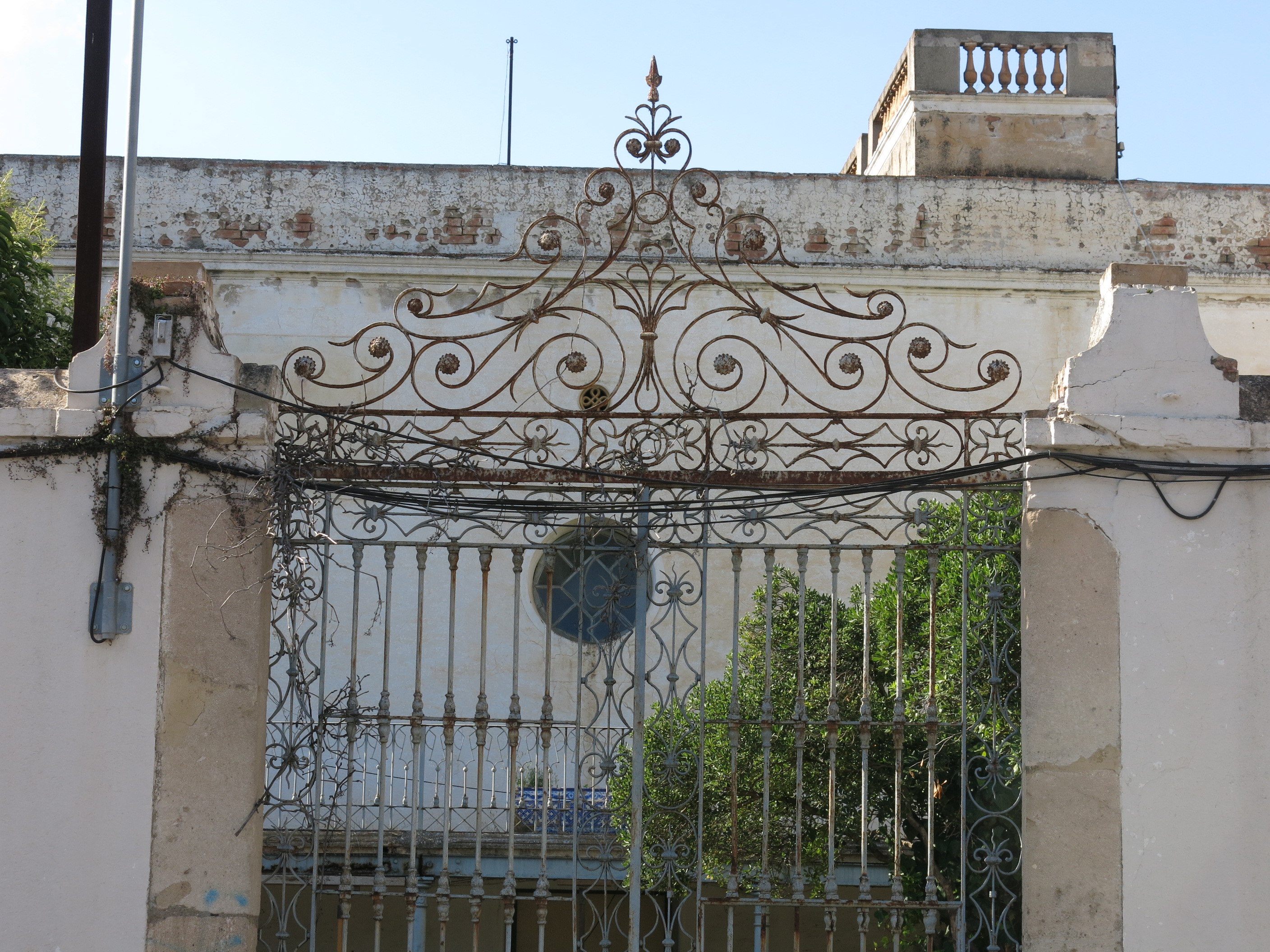
Reixa del pati del darrere
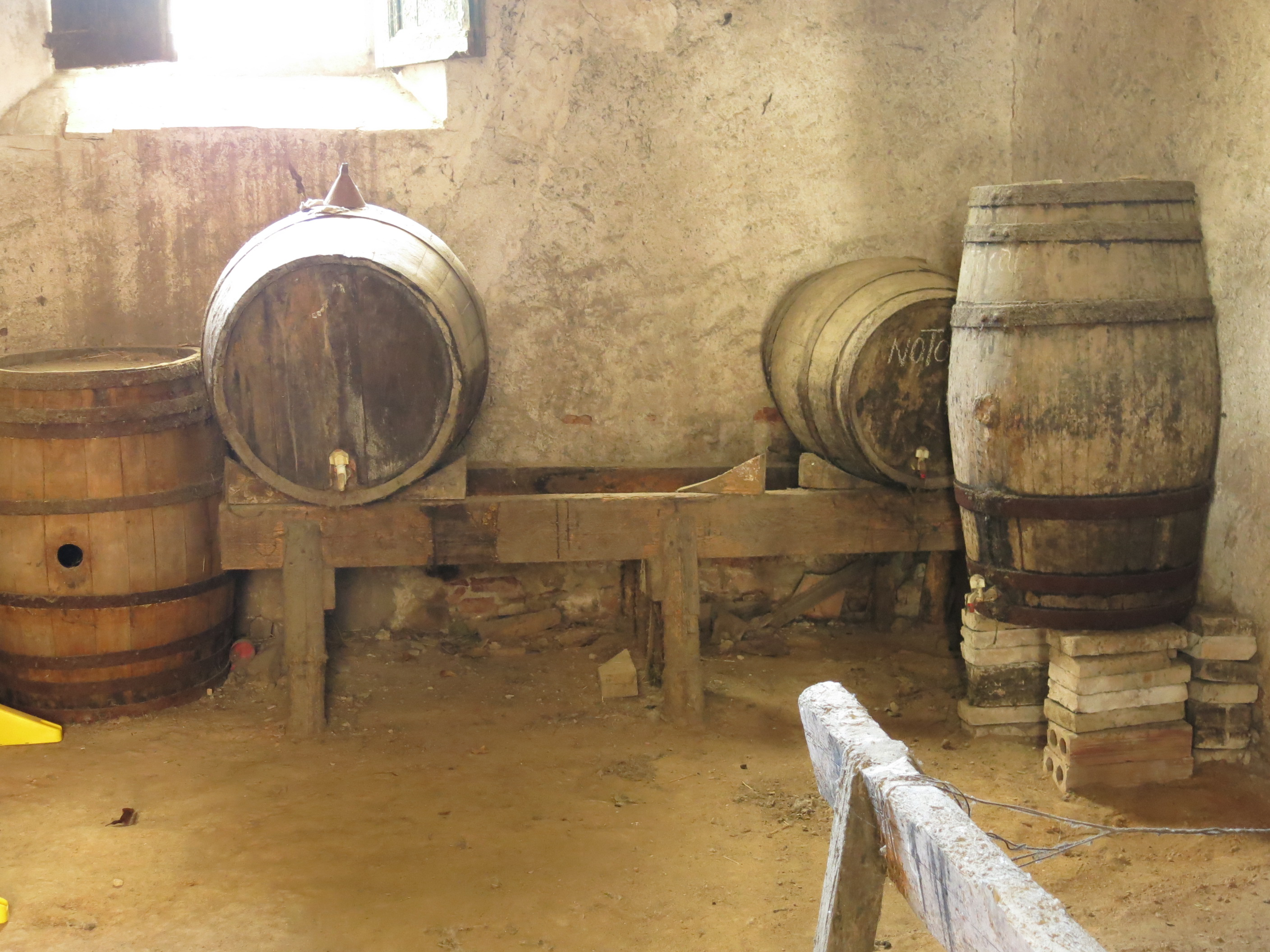
Celler
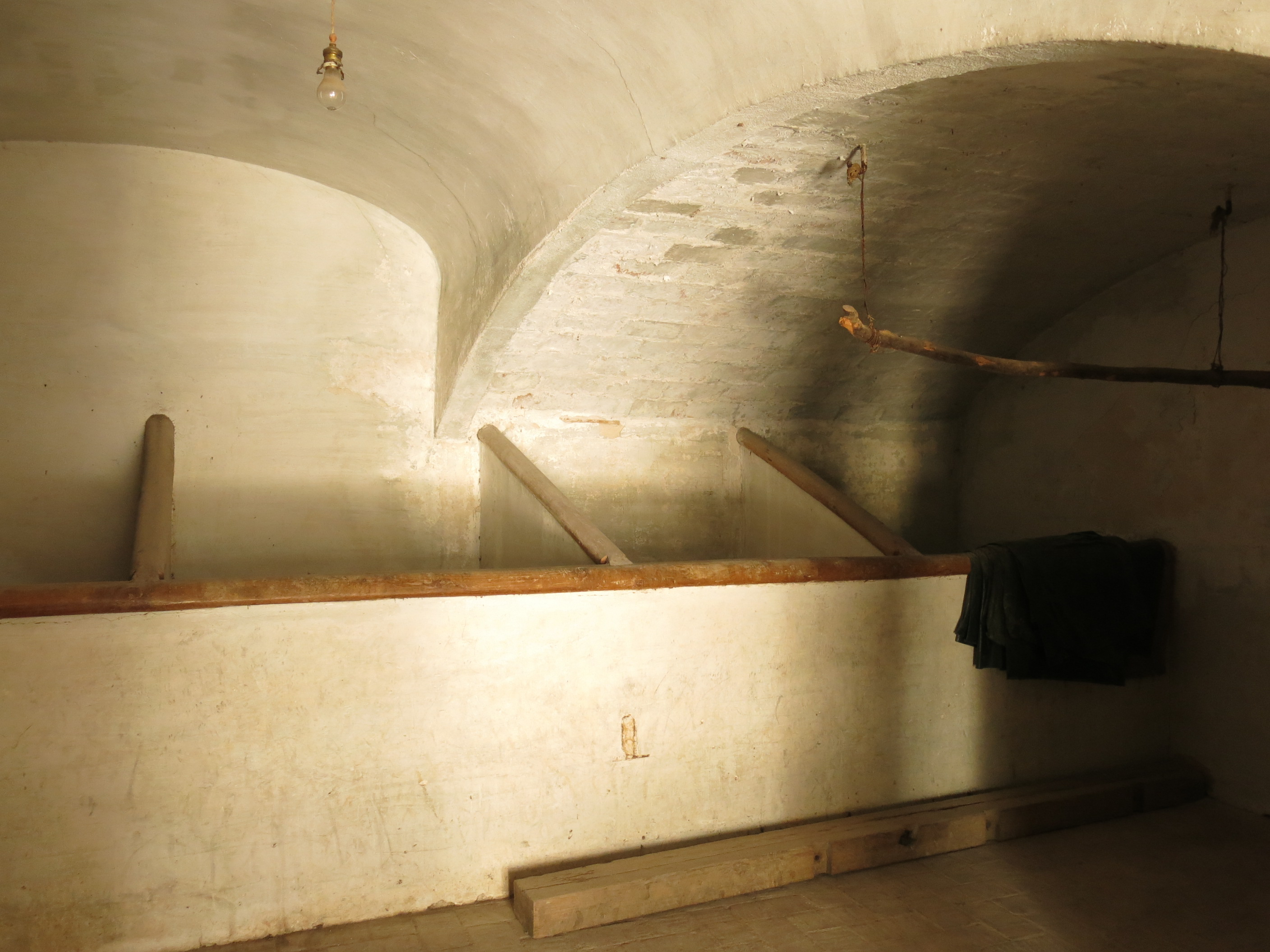
Dependències agrícoles

El conjunt està format per la casa, la fassina i l'era que actualment és una plaça pública. La fassina de Can Guineu situada davant de la casa pairal, va ser construïda el 1800 per encàrrec de Pere Mir i Porta. Era l'espai destinat a la producció de vins i aiguardents i, al començament, també d'oli.